# موريرا فرانكو
موريرا فرانكو (بالبرتغالية: Moreira Franco‏) هو عالم اجتماع وسياسي برازيلي، ولد في 19 أكتوبر 1944 في تيريسينا في البرازيل. حزبياً، نشط في حزب الحركة الديمقراطية ‏. وقد انتخب عضو مجلس النواب البرازيلي ‏.

## وصلات خارجية
- الموقع الرسمي